# Сукхотхай (провинция)
 Провинция Сукхотхай  (Сукотаи, Сукотай, Сукхотай, тайск. สุโขทัย, в переводе «рассвет счастья») — одна из центральных провинций Королевства Таиланд, расположена примерно в 440 км от Бангкока.
Граничит с провинциями: Пхрэ, Уттарадит, Пхитсанулок, Кампхэнгпхет, Так и Лампанг.
Административным центром является город Сукотаи, основанный в XIII веке королём Пхокхун Си Интаратхитом и входил в состав Кхмерской империи.
На гербе провинции изображён король Рамакхамхаенг Великий, который восседает на троне. Это объясняется тем, что в период его правления Сукотаи переживал свои самые значительные времена, это был период расцвета региона.

## Географическое положение
Провинция Сукхотхай расположен в долине реки Йом, и охватывает около 6 596,1 км².
В основном это равнинная местность, лишь на юге в Национальном парке Рамкхамхэнг возвышаются горные пики.

## История
Первоначально провинция Сукхотхай называлась Саванкхалок, и лишь в 1939 году приобрела своё современное название.
В XIII веке, здесь было основано первое независимое Тайское Королевство. Этой эпохе приписывают создание тайского алфавита.
Король Рамакхамхаенг сделал Сукотаи сильным и влиятельным королевством.
Он заложил основы политической, религиозной и экономической деятельности в этой провинции.
История гласит, что после одного из посещений соседнего Китая король привез с собой нескольких китайских ремесленников, которые научили тайцев искусству создания глиняной посуды.
Впоследствии, провинцией управляли многие другие короли, но они не оставили такого следа в истории.

## Административное деление
Территория провинции делится на 9 районов — ампхое:
1. Mueang Sukhothai
2. Ban Dan Lan Hoi
3. Khiri Mat
4. Kong Krailat
5. Si Satchanalai
6. Si Samrong
7. Sawankhalok
8. Si Nakhon
9. Thung Saliam

## Достопримечательности
Исторический парк Си-Сатчаналай, исторический парк Сукотаи и Исторический парк Кампхэнгпхет, которые были занесены в список Всемирного наследия ЮНЕСКО.